# Konszenzusos demokrácia
A megegyezéses,  konszenzusos demokráciában közmegegyezésen alapuló, a harmóniára törekvő, nagy társadalmi egyetértés alapján, a különböző csoportok együttműködésével hozzák meg a döntésüket, így megelőzik a későbbi ellentéteket.Egy olyan alkotmányos politikai rendszer keretein belül működik, amely hatalmi fékek és ellensúlyok segítségével korlátozza a többség hatalmát és egyeztetésre kényszeríti őket a kisebbségbe szorultakkal. Elismeri az államalakulaton belüli népcsoportok és/vagy térségek közötti különbségeket és az egyéni jogokon túl közösségi jogokat biztosít. Csökkenti az egyes térségek közötti gazdasági különbséget. Lehetővé teszik a kulturális közösségek fennmaradását, a közösségek egymás mellett élését és a kisebbségek autonómiáját. Hátrányt csökkentő intézkedéseket vezetnek be, vagyis arányosan osztják el a forrásokat, közszolgálati munkahelyeket, képviseleti megbízásokat, és a kisebbségnek vétójoga van, amennyiben úgy érzi, valamely döntés hátrányosan érintené.  A konszociációs (társulásos) demokrácia és a konszenzusos vagy konszenzusorientált demokrácia nem egymással felcserélhető rokon értelmű szavak.

## Létjogosultsága
Működését Arend Lijphart holland politológus írta le a XX. század második felében. Olyan politikai (állam-) nemzetnél amely jelentős létszámú különböző önálló és ellentétekkel terhelt kulturális (nyelvi, etnikai), ideológiai (vallási) vagy területi csoportokból áll és mindegyikük önálló érdekképviseletet igényel ott a többségi demokrácia nem mindenki számára elfogadható. Azok a jelentős kisebbségben lévő csoportok, amelyeket állandó jelleggel kizárnak a hatalomból vagy a jogszabályok által egyéb hátrányos megkülönböztetésben részesülnek, demokráciaellenesnek és kirekesztőnek tartják azt az elvet, hogy a demokrácia a többség uralma és ezért könnyen elveszítik a hatalom iránti lojalitásukat. Ilyen esetekre kínál megoldást a megegyezéses demokrácia, amely a kirekesztés, szembenállás helyett a társadalmi csoportok széles körű bevonásával a hatalomba befogad, döntéseiben pedig a közmegegyezésre törekedik.

## Jellemzői
Az államalakulat írott alkotmánnyal rendelkezik, amely tartalmazza a politikai rendszer alapvető működési szabályait és az alkotmány módosíthatóságát szigorú feltételekhez kötik. Ilyen például a népszavazás vagy az alkotmányozó nemzetgyűlés. A politikai rendszerre jellemző a hatalmi ágak szétválasztása és a hatalom megosztása a kisebb közösségek irányába. A törvényhozás választja a politikai pártok által alapítható nagykoalíciós kormányt, amely így csökkenti a pártok közti versengést, vagy közvetlen választással választják a végrehajtói hatalom testületét. A pártok szükségszerű együttműködése és a vegyes összetételű társadalom biztosítja a középpártok létjogosultságát. Nincsenek nagy pártok. A bírákat a törvényhozás választja. A hatalommegosztás leghatékonyabban területi elven működik ahol a hatáskör a központi (szövetségi), nagytérségi és a települési hatalom között oszlik meg. Általában a kisebb egységek azokat a hatásköröket bízzák a nagyobb egységekre, amit ők nem tudnak elvégezni. Részben a hatalommegosztás megtörténhet kulturális vagy vallási alapon is akkor, ha ez területhez nem köthető. Erős alkotmánybíróság (vagy legfelsőbb bíróság) gyakorolja az alkotmányosság védelmét. A központi bank független és erős.

### A megegyezést ösztönző hatalmi fékek és ellensúlyok

#### Vétójog
A képviselői megbízatások a jelentős társadalmi csoportokat hivatottak létszámarányosan képviselni, ami így sokat segít a társadalmi feszültségek csökkentésében. A döntéshozatal közmegegyezéssel vétójog mellett történik. A megegyezéses döntéshozatalra ösztönzően hat a döntéshozók közügyektől való eltiltása vagy visszahívása döntésképtelenségük esetén.

#### Kétkamarás jogalkotás
A törvényhozás kétkamarás hasonló hatáskörrel. A jogszabályok elfogadásához mindkét kamara jóváhagyása szükséges, ami megegyezésre ösztönzi őket. A kamarákba más-más típusú társadalmi csoportokból választanak képviselőket arányos választási rendszer segítségével. 

#### Felülbíráló eljárás
A felülbíráló eljárás lehetősége pozitívan hat a politikai döntéshozatal korábbi lépéseire.
- Felülbíráló népszavazás- a főhatalmat a nép birtokolja közvetlen demokrácia eszközeként népszavazás formájában, mely nincs kitéve olyan magas kezdeményezési és érvényességi küszöböknek, mint a többségi demokráciában. Az állampolgárok ezzel a módszerrel a közhatalom egyedi döntéseit utasíthatják el. A népszavazás eredménye mindig kötelező.
- Bírósági felülvizsgálat – ha valamelyik társadalmi csoport képviselete úgy érzi, hogy a politikai döntés sérti, akkor az ügyekben az erre illetékes bírósághoz lehet fordulniuk.

### Előnyei
- Sir Arthur Lewis, a Nobel-díjas közgazdász: „mindenkinek, akit valamely döntés érint, meg kell adni a lehetőséget, hogy közvetlenül vagy választott képviselői útján részt vegyen az illető döntés meghozatalában”.
- Egyetlen párt sem juthat teljesen hatalomhoz ezért sem alakul ki kétpártrendszer.
- A népszavazás , a hatalmi ágak szétválasztása és a hatalom decentralizálása következtében a konszenzusos döntéshozatal sikertelensége nem vezethet az állam teljes lebénításához.
- A köztisztséget viselők közszolgává, a nép alkalmazottjaivá válnak.
- A kormány tagjait nem a parlamenti képviselők választják és a parlamentnek kevésbé kiszolgáltatott kormányok.

### Bírálata
- A kisebbség akadályozza a többséget a kormányzásban.
- A vétójog, a megegyezés hiánya megbénítja az államalakulatot.

## Gyakorlatban
- Belgium
- Svájc#Törvényhozás, népszavazás, végrehajtás, igazságszolgáltatás
- Európai Unió Tanácsában (Miniszterek Tanácsa) az egyes tagállamok szavazatainak számát a Szerződések állapítják meg. A Szerződések rendelkeznek azokról az esetekről is, amikor a döntéshozatali eljárásban egyszerű többségi, minősített többségi szavazás vagy egyhangúság szükséges.
- Dél-Tirolban, ha valamelyik nyelvcsoport úgy érzi, valamely jogszabály sérti, a regionális tanácsban vagy a tartományi tanácsban kérheti az „anyanyelvi szempontok szerinti szavazást”, illetve ilyen ügyekben a Bolzanóban működő Közigazgatási Bírósághoz is lehet fordulni. A tartományok az Alkotmánybírósághoz is fordulhatnak ilyen ügyekben.